# Lapeirousia erythrantha
Lapeirousia erythrantha là một loài thực vật có hoa trong họ Diên vĩ. Loài này được (Klotzsch ex Klatt) Baker miêu tả khoa học đầu tiên năm 1877.